# Miller's Crossing
Pour plus de détails, voir Fiche technique et Distribution.
Miller's Crossing est un film américain réalisé par Joel Coen et sorti en 1990. C'est le 3e film des frères Coen.

## Synopsis
Pendant la prohibition aux États-Unis, Tom Reagan (Gabriel Byrne) est le bras droit et meilleur ami de Leo O'Bannion (Albert Finney), parrain de la mafia irlandaise et maître de la ville.
Le jour où Johnny Caspar (Jon Polito), petit caïd irascible toujours flanqué de son bras-droit, le porte-flingue enragé et sadique Eddie le Danois (J. E. Freeman), vient se plaindre des agissements de Bernie Bernbaum (John Turturro), Leo lui interdit de se faire justice lui-même sous peine de déclencher une guerre des gangs.
Leo protège en fait Bernie par amour pour sa fiancée Verna (Marcia Gay Harden — Bernie étant le frère de Verna). Verna trompe de son côté Leo avec Tom. Parallèlement, Johnny tente à plusieurs reprises de corrompre Tom pour le rallier à sa cause, malgré l'hostilité du Danois.

## Fiche technique
- Titre original et français : Miller's Crossing
- Titre québécois : Un cadavre sous le chapeau
- Réalisation : Joel Coen et Ethan Coen (non crédité)[1]
- Scénario : Joel et Ethan Coen, inspiré par des romans de Dashiell Hammett (non crédité)
- Musique : Carter Burwell
- Arrangements : Fletcher Henderson (non crédité)
- Photographie : Barry Sonnenfeld
- Son : Skip Lievsay et Philip Stockton
- Montage : Michael R. Miller
- Décors : Dennis Gassner et Nancy Haigh
- Costumes : Richard Hornung
- Production : Ethan Coen, Mark Silverman et Joel Coen (non crédité)
- Sociétés de production : Circle Films et Twentieth Century Fox
- Société de distribution : Twentieth Century Fox
- Budget : 14 000 000 $ (estimation)
- Pays de production :  États-Unis
- Langues originales : anglais, italien, irlandais, yiddish
- Format : couleurs - 1,85:1 - Dolby SR - 35 mm
- Genre : drame, thriller, historique, film de gangsters et néo-noir[2]
- Durée : 115 minutes
- Dates de sortie : 
  - États-Unis : 21 septembre 1990
  - Suisse : 15 février 1991
  - France : 27 février 1991
- Classification[3] :
  - États-Unis : R
  - France : interdit aux moins de 12 ans

## Distribution
- Gabriel Byrne (VF : Emmanuel Jacomy) : Tom Reagan
- Marcia Gay Harden (VF : Elisabeth Margoni) : Verna Bernbaum
- John Turturro (VF : Vincent Violette) : Bernie Bernbaum
- Jon Polito (VF : Michel Modo) : Johnny Caspar
- J.E. Freeman (VF : Pierre Hatet) : Eddie le Danois
- Albert Finney (VF : Claude Joseph) : Leo O'Bannion
- Steve Buscemi (VF : Julien Kramer) : Mink Larouie
- Mike Starr : Frankie
- Al Mancini (VF : Jean-Claude Robbe) : Tic-Tac
- Richard Woods (VF : Raymond Baillet) : le maire Dale Levander
- Tom Toner : O'Doole
- Olek Krupa (VF : Jean-Paul Richepin) : Tad
- Michael Jeter : Adolph
- John McConnell : Brian, un flic
- Danny Aiello III : Delahanty, un flic
- Michael Badalucco : le chauffeur de Caspar
- Sam Raimi : le tueur ricanant abattu à la mitraillette dans la rue
- Frances McDormand (VF : Véronique Augereau) : la secrétaire du maire (non créditée)

## Production

### Développement
Durant l'écriture de Miller's Crossing, les frères Coen connaissent une panne d'inspiration, qu'ils mettent à profit pour écrire en moins de 3 semaines le script de leur film suivant, Barton Fink.
Le scénario s'inspire largement du film d'Akira Kurosawa Yojimbo (Le Garde du Corps) réalisé en 1961[réf. nécessaire], qui fit lui-même l'objet de deux remakes Pour une poignée de dollars de Sergio Leone en 1964, et Dernier Recours de Walter Hill en 1996.

### Attribution des rôles
À l'origine, le personnage de Leo devait être tenu par Trey Wilson, qui avait joué Nathan Arizona Sr. dans le film précédent des frères Coen, Arizona Junior. Mais Wilson mourut peu de temps avant le tournage et fut remplacé au pied levé par Albert Finney. De même, le rôle d'Eddie avait été initialement écrit pour Peter Stormare, ce qui aurait donné Eddie le Suédois, en raison de la nationalité de l'acteur. Mais ce dernier étant pris pour un autre tournage, c'est J.E. Freeman qui hérita du rôle et le personnage devint ainsi Eddie le Danois.
L'épouse de Joel Coen, Frances McDormand, qui jouait dans leurs deux précédents films, réalise ici une apparition, tout comme le réalisateur Sam Raimi. 
Dans la scène où Tom Reagan entre dans les toilettes pour dames, Albert Finney (qui joue également le rôle de Leo) apparait dans un caméo, déguisé en grande femme vêtue de noir et blanc se sauvant à la gauche de Tom.

### Tournage
L'histoire de Miller's Crossing se déroule en 1929 dans une ville américaine qui n'est pas nommée. Le tournage a lieu à La Nouvelle-Orléans en Louisiane.

## Bande originale
Bandes originales des films des frères Coen
Arizona Junior
(1987) Barton Fink
(1991)
La musique du film est composée par Carter Burwell, qui signe sa 3e collaboration avec les frères Coen. L'album inclut également des standards de jazz, comme "King Porter Stomp" de Jelly Roll Morton.
Liste des titres
1. "Opening Titles" – 1:53
2. "Caspar Laid Out" – 1:57
3. "A Man and His Hat" – 0:56
4. "King Porter Stomp" (interprété par Jelly Roll Morton) – 2:09
5. "The Long Way Around" – 1:39
6. "Miller's Crossing" – 2:35
7. "After Miller's Crossing" – 0:42
8. "Runnin' Wild" (performed by Joe Grey) – 3:06
9. "All a You Whores" – 0:24
10. "Nightmare in the Trophy Room" – 1:37
11. "He Didn't Like His Friends" – 0:24
12. "Danny Boy" (interprété par Frank Patterson) – 4:05
13. "What Heart?" – 0:49
14. "End Titles" – 4:44
15. "Goodnight Sweetheart" (interprété par Frank Patterson) – 0:54

## Accueil
Le film est un échec commercial, rapportant seulement 5 080 409 $ au box-office américain. En France, il totalise 141 518 entrées.
Le film obtient cependant de très bonnes critiques, recueillant 90 % de critiques positives, avec une note moyenne de 8/10 et sur la base de 51 critiques collectées, sur le site internet Rotten Tomatoes. Il obtient un score de 66/100, sur la base de 18 critiques, sur Metacritic.
En 2005, le magazine Time a considéré Miller's Crossing comme l'un des 100 meilleurs films depuis la création du journal. En 2008, le magazine Empire l'a classé à la 117e place dans sa liste des 500 meilleurs films de tous les temps. Les Cahiers du cinéma le classe au 2e rang de leur liste des meilleurs films de 1991.

## Distinctions

### Récompenses
- Festival de Saint-Sébastien 1990 : Coquille d'argent du meilleur réalisateur pour Joel Coen[14]
- Festival international du film fantastique de Yubari : prix de la critique[15]

### Nominations
- Festival de Saint-Sébastien 1990 : coquille d'or du meilleur film
- Casting Society of America 1991 : meilleure distribution d'un film dramatique
- Union de la critique de cinéma 1992 : grand prix

## Clins d'œils
Le film est rempli de clins d'œil. Quand Tom entre dans la pièce de Johnson, on peut apercevoir l'affiche d'un combat de boxe entre Johnson et Lars Thorvald. Lars Thorvald n'est autre que le personnage interprété par Raymond Burr dans Fenêtre sur cour d'Alfred Hitchcock.
On trouve également d'autres allusions à de nombreux autres films de gangsters et de films noirs. Les plans d'ouverture sont par exemple une référence à ceux du Parrain. De nombreuses situations, personnages et dialogues sont dérivés du travail de Dashiell Hammett, notamment de son roman La Clé de verre et de son adaptation cinématographique de 1942. La Moisson rouge, un roman du même auteur qui raconte la guerre intestine d'un gang dans une ville américaine corrompue initiée par les machinations secrètes du personnage principal est une autre source d'inspiration importante,.